# Литус, Николай Игнатьевич
Николай Игнатьевич Ли́тус (укр. Микола Гнатович Літус; 15 января 1925, Цибулёво, Екатеринославская губерния — 21 февраля 2022, Кировоградская область) — советский и украинский актёр, кинорежиссёр и сценарист. Заслуженный деятель искусств Украины (2005).

## Биография
Родился 15 января 1925 года в Цибулёво под Зиновьевском.
Окончил Ленинградское пехотное училище (1943), участник Великой Отечественной войны.
После войны окончил исторический факультет Кировского педагогического института (1950), режиссёрский факультет ВГИКа (1955, мастерская Г. В. Александрова и М. И. Ромма). Режиссёр научно-популярных и документальных и художественных фильмов. Ассистент режиссёра на фильме А. Г. Зархи «Нестерка» (1955).
Скончался 21 февраля 2022 года.

## Фильмография

### Актёр
1. 1991 — Звезда шерифа — шериф

### Режиссёр
1. 1957 — Мой друг Наврузов — совместная работа с Шамси Киямовым
2. 1959 — Веселка
3. 1960 — Обыкновенная история
4. 1962 — Королева бензоколонки
5. 1965 — Дни лётные
6. 1971 — Всего три недели...
7. 1977 — Если ты уйдёшь...
8. 1979 — Дачная поездка сержанта Цыбули
9. 1982 — Преодоление
10. 1985 — На крутизне
11. 1985 — Пароль знали двое
12. 1987 — Случай из газетной практики
13. 1991 — Звезда шерифа
14. 1998 — Дар божий

### Написал сценарии
1. 1979 — Дачная поездка сержанта Цыбули